# 大鱗狼綿鳚
大鱗狼綿鳚，為輻鰭魚綱鱸形目绵鳚亞目绵鳚科的其中一種，分布於西北太平洋區的鄂霍次克海及日本海域，屬底棲性魚類，棲息深度在水深95至308公尺。

## 扩展阅读
維基物種上的相關：大鱗狼綿鳚